# Liste de logiciels libérés
Ceci est une liste de logiciels notables qui sont passés du statut de logiciel propriétaire à celui de logiciel libre. Dans certains cas, la version propriétaire du logiciel continue à être développée en parallèle.
| Nom                                                                | Type                                     | Sortie originelle | Passage en libre | Licence                    | Notes |
| ------------------------------------------------------------------ | ---------------------------------------- | ----------------- | ---------------- | -------------------------- | --- |
| Netscape Navigator → Mozilla Firefox                               | Navigateur web                           | 1994              | 1998             | MPL                        | voir Mozilla                                                                                                  |
| Doom                                                               | Jeu de tir                               | 1993              | 1999             | GNU GPL                    | sources diffusées sous une licence non-libre en 1997                                                          |
| Quake                                                              | Jeu de tir                               | 1996              | 1999             | GNU GPL                    | |
| Qt                                                                 | Création d'interfaces graphiques         | 1991              | 1999             | QPL                        | |
| StarOffice                                                         | Suite bureautique                        | 1986              | 2000             | LGPL/SISSL                 | version libre diffusée sous le nom de OpenOffice (plus tard OpenOffice.org, aujourd'hui uniquement sous LGPL) |
| Marathon 2: Durandal                                               | Jeu de tir                               | 1995              | 2000             | GNU GPL                    | aujourd'hui connu sous le nom d'Alephone                                                                      |
| Quake II                                                           | Jeu de tir                               | 1997              | 2001             | GNU GPL                    | |
| Rise of the Triad                                                  | Jeu de tir                               | 1994              | 2002             | GNU GPL                    | |
| C*Base (en)                                                        |                                          | 198?              | 2003             | GNU GPL                    | |
| Duke Nukem 3D                                                      | Jeu de tir                               | 1996              | 2003             | GNU GPL                    | |
| Compilateurs C, C++ et Fortran Watcom                              |                                          | 1988              | 2003             | Open Watcom Public License | version libre diffusée sous le nom de Open Watcom                                                             |
| Bitstream Vera                                                     | Police de caractères                     | ???               | 2003             | custom                     | |
| Blender                                                            | Modélisation 3D                          | 1996              | 2003             | GNU GPL                    | |
| ModPlug Tracker                                                    | Logiciel audio                           |                   | 2004             | GNU GPL                    | renommé OpenMPT. Sur SourceForge.net : http://sourceforge.net/projects/modplug                                |
| Solaris                                                            | Système d'exploitation                   | 1989              | 2005             | CDDL                       | version libre diffusée en tant que OpenSolaris                                                                |
| Quake III Arena                                                    | Jeu de tir                               | 1999              | 2005             | GNU GPL                    | |
| Gentium                                                            | Police de caractères                     | 2002              | 2005             | OFL                        | grâce aux efforts de SIL International                                                                        |
| Synfig                                                             | Animation de dessins vectoriels          | 2002              | 2005             | GNU GPL                    | Nom original SINFG (Sinfg Is Not a Fractal Generator), créé par Voria Studio.                                 |
| Java Standard Edition, Java Micro Edition, Java Enterprise Edition | Langage de programmation                 | 1991              | 2006             | GNU GPL                    | |
| Adobe Flex                                                         | Kit de développement                     | 2004              | 2007             | Mozilla Public License     | |
| MacPaint                                                           | Création et retouche d’image matricielle | 1983              | 2010             |                            | |
| EtherPad                                                           | Éditeur de texte                         | 2008              | 2009             | Licence Apache v.2         | |
| 0 A.D.                                                             | Jeu de stratégie                         | 2001              | 2009             | GNU GPLv.2 & CC-BY-SA      | |
| Ryzom                                                              | Jeu de rôles                             | 2004              | 2010             | GNU AGPL                   | |
| Wolfenstein: Enemy Territory                                       | Jeu de tir                               | 2003              | 2010             | GNU GPL                    | |
| ShareLaTeX                                                         | Éditeur LaTeX                            | …                 | 2014             | GNU AGPLv.3                | |
| Mattermost                                                         | Messagerie instantanée                   | …                 | 2015             | Licence MIT                | |
| Calculatrice (Windows)                                             | Calculatrice scientifique                | 1985              | 2019             | Licence MIT                | |
| Dolphin (émulateur)                                                | Émulateur                                | 2003              | 2008             | GNU GPL                    | |
| BitKeeper                                                          | Système de gestion de versions           | 2000              | 2016             | Licence Apache v.2         | |
| MINIX                                                              | Système d'exploitation                   | 1987              | 2000             | Licence BSD                | |